# 小笠原村
小笠原村（日语：／ Ogasawara mura */?），由東京都小笠原支廳管轄。該村位於東京市區以南1,000多公里，由小笠原群島所組成，為东京都内最南端和最東端的村。面積113.04平方公里，總人口2,380人，主要居住在父島與母島。在1946年到1968年6月26日期間該村由美軍管轄。

## 行政
- 村長：涩谷正昭（2021年9月6日起）

## 警察
- 小笠原警察署

## 經濟

### 漁業
- 二見漁港
- 母島漁港

## 地域

### 教育

#### 小學校
- 小笠原村立小笠原小學校
- 小笠原村立母島小學校

#### 中學校
- 小笠原村立小笠原中學校
- 小笠原村立母島中學校

#### 高等學校
- 東京都立小笠原高等學校

## 交通
都道
- 東京都道240號父島循環線
- 東京都道241號沖港北港線 - 東京都最南端都道

## 關連項目
- 小笠原群島

## 外部連結
- 小笠原村（官方網站） （日語）
  - 面向小笠原村民網頁 （日語）